# Аглая Шиловская
Аглая Илинична Шиловская (родена на 2 януари 1993 г. в Москва) е руска музикална актриса, актриса и певица.

## Биография
Шиловская е дъщеря на режисьора Иля Шиловски и филоложката Светлана Шиловская. Нейният дядо е руският театрален и филмов актьор и режисьор Всеволод Николаевич Жиловски, народен артист на РСФСР. На четиригодишна възраст тя играе първите си малки роли в различни пиеси. Посещава Московската държавна образователна институция Образователен център № 686 от януари 1998 г. до декември 2008 г. За първи път получава уроци по актьорско майсторство в училище. След като завършва училище, тя посещава театралния колеж „Шчукин“ в отдела за музикални театрални изкуства през 2008 г., който успешно завършва през 2013 г. На 3 октомври 2014 г. участва в руското издание на шоуто за таланти The Voice, но не успява да впечатли журито с интерпретацията си на песента Къщата на изгряващото слънце. Тя е водеща на кастинг шоуто „Голос“ от 2019 г. Kids, сравнимо с The Voice Kids.
От 2010 г. започва да продуцира произведения за Московския държавен академичен театър на оперетата. През същата година тя отпразнува своя филмов актьорски дебют в игралния филм Ин Джаз Стайл. Следват роли в различни филми и телевизионни сериали. През 2017 г. тя поема главната женска роля в Принца на мрака.
По време на Руско-украинската война се снима във филми и участва в концерти в окупираните от Русия украински територии.

## Филмография
| Заглавие                          | От   |
| --------------------------------- | ---- |
| Роковая женщина                   | 2021 |
| Славянский базар                  | 2022 |
| О чем поют 8 марта                | 2023 |
| СССР                              | 2023 |
| Законник                          | 2023 |
| Две звезды. Отцы и дети (2 сезон) | 2023 |
| Гений                             | 2024 |
| Столичная штучка                  | 2024 |
| Два берега                        | 2024 |
| Угадай мелодию. 10 лет спустя     | 2024 |
| Спасение капитана Максимова       | 2024 |

### Предстоящи
| Заглавие                          | От   |
| --------------------------------- | ---- |
| Князь Андрей                      | 2025 |
| Две звезды. Отцы и дети (4 сезон) | 2025 |
| Две звезды. Отцы и дети (5 сезон) | 2026 |